# برزنا (گورنگی میلانوواتس)
برزنا (به صربی: Brezna) یک روستا در صربستان است که در ناحیه موراویتسا واقع شده‌است. برزنا ۲۰۹ نفر جمعیت دارد.